# Editura LiterNet
Editura LiterNet este o editură online din România, publicând (cu începere din 1 noiembrie 2001) peste 380 de titluri ale unor autori români, maghiari, germani, francezi, catalani și ruși. În noiembrie 2021 volumele LiterNet au depășit 1.900.000 de exemplare descărcate. Volumele LiterNet sunt disponibile gratuit atât cititorilor din țară cât și celor din străinătate pe situl editurii.

## Istoric
Proiectul inițial a fost lansat pe 15 octombrie 1999, sub numele de RomanianLiterature.com, având drept scop principal promovarea literaturii române pe Internet. Pe 1 noiembrie 2001 a fost transformat în portal cultural fiind redenumit LiterNet. Totodată a luat ființă Editura LiterNet care a devenit în scurt timp un reper în editarea electronică (nominalizată la premiul pentru „Electronic Publishing” al Asociației Editorilor din România).

## Autori publicați
Printre autorii publicați de LiterNet se numără: Horia Bernea, Irina Nicolau, Alex. Leo Șerban, Peca Ștefan, Leonard Oprea, Liviu Antonesei, George Banu, Igor Bauersima, Ilinca Bernea, Florin Biciușcă, Ana Blandiana, Miri Bratu, Emil Brumaru, Lia Bugnar, Cosmin Bumbuț, Gianina Cărbunariu, Jaume Cabré, Anda Cadariu, Ștefan Caraman, Nae Caranfil, Radu Cosașu, Gellu Naum, Dinu Flămând, Árpád Göncz, Augustin Ioan, Cornel Ivanciuc, Bogdan Suceavă, Gelu Vlașin și mulți alții.